# Centropogon joergensenii
Centropogon joergensenii är en klockväxtart som beskrevs av Thomas G. Lammers. Centropogon joergensenii ingår i släktet Centropogon och familjen klockväxter. Inga underarter finns listade i Catalogue of Life.